# سیه‌پر (نمایشنامه)
سیه‌پر (انگلیسی: Blackbird) نمایشنامه‌ای نوشتهٔ نمایشنامه‌نویس اسکاتلندی دیوید هاروور است که در سال ۲۰۰۴ منتشر شد. این نمایش تا حدی از جنایات مجرم جنسی توبی استودبیکر الهام گرفته شده‌است و زنی جوان را به تصویر می‌کشد که با مردی میانسال پانزده سال پس از اینکه در دوازده سالگی مورد آزار جنسی‌اش قرار گرفته بود، ملاقات می‌کند.